# Voulez-Vous
Voulez-Vous (pronuncia-se [vule vu]; francês para "Você quer?") é o sexto álbum de estúdio do grupo sueco ABBA. Lançado em 23 de abril de 1979, rendeu cinco singles sucessos, sobretudo na Grã-Bretanha: "Chiquitita", "Does Your Mother Know", "I Have a Dream" e o duplo "Voulez-Vous"/ "Angeleyes". Na faixa-título o grupo explora a música disco, que na época estava no auge.
Tornou-se o primeiro de sua discografia a ser gravado, principalmente, no Polar Studios, em Estocolmo, e o único a incluir uma gravação de estúdio feita fora da Suécia: a faixa de apoio instrumental de "Voulez Vous" foi parcialmente gravada no Criteria Studios, em Miami, Flórida, nos Estados Unidos.
O lançamento no formato CD ocorreu em 1984. Desde então, foi remasterizado digitalmente e reeditado quatro vezes; primeiro em 1997, depois em 2001 e em 2005 como parte da caixa The Complete Studio Recordings, e novamente em 2010 para a versão deluxe, que incluía faixas bônus e um DVD com videoclipes, entrevistas e apresentações.
Comercialmente, liderou as paradas em vários países e ficou entre os cinco álbuns mais vendidos do ano na Grã-Bretanha.

## Antecedentes e produção
No início de 1978, o ABBA estava no auge de seu sucesso e acabara de finalizar a promoção de The Album e seu equivalente cinematográfico, ABBA: The Movie. Os pensamentos voltaram-se para o que seria o sucessor, que planejavam lançar a tempo do Natal. As sessões, no entanto, estavam passando por dificuldades, depois de iniciarem-se em 13 de março de 1978, com a faixa inédita "Dr Claus von Hamlet", várias composições e demos haviam sido rejeitadas. De fato, depois de seis meses, apenas duas músicas acabariam no álbum finalizado: "The King Has Lost His Crown" e "Lovers (Live a Little Longer)") que foram concluídas nesse período.
Nessa época, o grupo acabara de abrir o seu próprio estúdio de gravação, o Polar Studios, em Estocolmo, que estava entre os mais modernos do mundo, e seria onde gravariam todos os seus discos. Duas músicas foram gravadas: "Lovelight" e "Dream World". No entanto, nenhuma delas entraria para a lista de faixas final, a primeira seria usada como lado B do single "Chiquitita", enquanto "Dream World" permaneceria inédita até 1994, quando a caixa com 4 CDs, Thank You For The Music, chegou as lojas. Outras faixas começaram, mas posteriormente foram descartadas, incluindo "Just a Notion", que mais tarde foi incluída em Voyage, de 2021.
Em setembro de 1978, o ABBA já estava ausente das paradas de sucessos por alguns meses, e nesse contexto, uma música das sessões de gravação, "Summer Night City", foi lançada como single. Insatisfeitos por ter sido lançada sem estar finalizada, os membros Benny Andersson e Björn Ulvaeus lamentaram sua performance nas tabelas, quando ela atingiu um pico mais baixo do que os antecessores. A música não teve lançamento nos Estados Unidos, e no Reino Unido, que eles consideravam seu mercado mais importante, findou uma sequência de sucessos na primeira colocação, ao atingir apenas o pico de número cinco - seu menor em três anos. Uma versão finalizada, no entanto, ainda estava planejada para o próximo álbum, mas nunca foi concebida.
As tensões cresciam dentro do grupo devido à baixa produtividade do período, como comentou a integrante Agnetha Fältskog: "Eu posso dizer pelo olhar nos olhos de Björn, quando ele chega em casa, como foi o dia de trabalho. Muitas vezes os meninos ficam trabalhando por dez horas sem conseguir criar uma única nota". Em entrevista, Andersson revelou: "As perspectivas não são boas. Está pior do que nunca... Não temos ideia de quando terminaremos". Tornou-se óbvio que não seria concluído até o final do ano e o prazo foi estendido para 1979. No final de 1978,possíveis brigas internas tornaram-se amplamente conhecidas, quando foi anunciado que o casal Ulvaeus e Faltskog iria se divorciar. Em vez de significar o fim do grupo, no entanto, isso aliviou muitas das tensões entre os dois e, no final de 1978, o trabalho de repente decolou.
Em outubro, duas faixas foram concluídas: "Angeleyes" e "If It Wasn't for the Nights". Embora vista como um arquétipo das canções do ABBA, a primeira delas foi considerada datada por Andersson, que a definiu como "uma volta aos anos sessenta". A segunda, no entanto, apresentava uma vibe totalmente contemporânea, sendo bastante orientada para a música disco e considerada a mais forte que havia sido gravada. A intenção era não apenas ser o próximo single, mas também a que apresentariam no Music for UNICEF Concert, em janeiro de 1979. Esse plano foi alterado quando uma música ainda melhor surgiu em dezembro. Com o título original de "In the Arms of Rosalita", "Chiquitita" foi a escolhida pela banda. Embora um pouco mais schlager em estilo, Andersson a considerou como a melhor de suas novas músicas, apesar da sensação de que estava muito fora de moda, ao compará-la com as canções dos demais artistas que apresentavam-se naquela noite. "Foi muito estranho, mas sentimos que era a melhor música que tínhamos e é por isso que a escolhemos, por mais errada que possa ter sido", disse ele. No início de 1979, "Chiquitita" tornou-se um dos maiores sucessos do ABBA em todo o mundo, alcançando o primeiro lugar em muitos países, perdendo o topo apenas por "Heart of Glass", do Blondie, no Reino Unido.

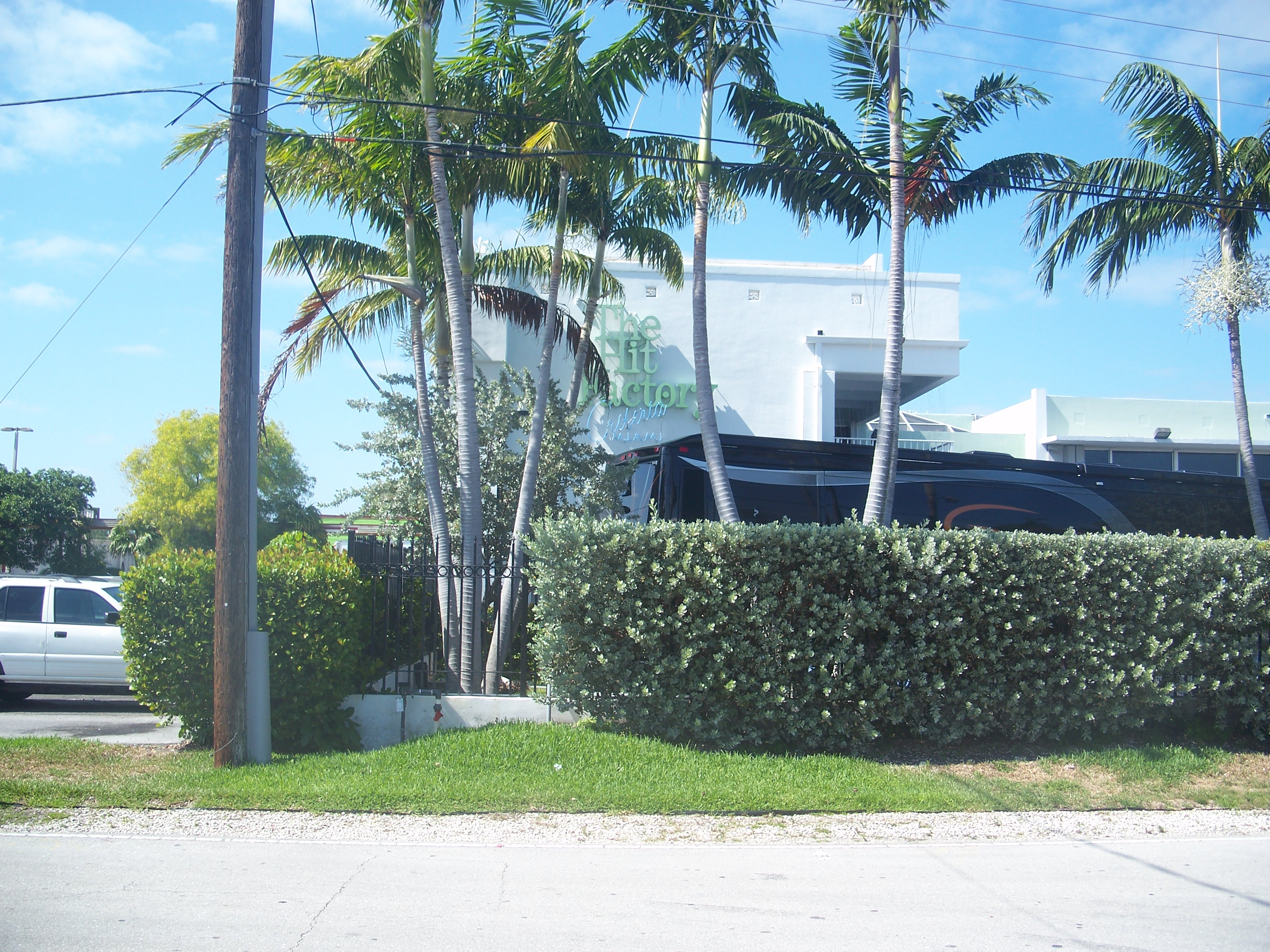
Criteria Studios, em Miami.

No final de janeiro, Andersson e Ulvaeus deixaram a Suécia e alugaram um apartamento nas Bahamas, onde sentiram que poderiam se inspirar ouvindo música americana e experimentando uma vibração totalmente diferente da conservadora Estocolmo. Duas músicas surgiram dessa época; "Voulez-Vous" e "Kisses of Fire". Animados com a primeira, eles foram ao Criteria Studios, em Miami, para gravar a faixa de apoio com a banda disco Foxy - a única vez que gravaram uma música fora da Suécia. Ao retornar à Suécia, outra faixa, "Does Your Mother Know", foi gravada - uma música que seria o próximo single, e também o único lançamento mainstream a apresentar Ulvaeus nos vocais. O single não se tornaria um sucesso mundial como "Chiquitita", mas foi o lançamento de maior sucesso do álbum nos EUA.
No final de março, as duas últimas faixas foram finalizadas; "As Good as New" e "I Have a Dream" (este último apresentando um coral infantil local da Escola Internacional de Estocolmo).

## Lançamento
No final de abril, Voulez-Vous, estava finalmente pronto para lançamento e para enfatizar a mudança para um som disco, a foto da capa foi tirada na discoteca Alexandra's Disco, em Estocolmo. O lançamento ocorreu em 23 de abril de 1979 e, nos meses seguintes, o ABBA lançou vários outros singles para promovê-lo. A faixa-título foi lançada como um lado A duplo com "Angeleyes", enquanto "I Have a Dream" foi lançada tardiamente em dezembro de 1979, após sua recente turnê mundial. Uma faixa gravada em agosto de 1979 (quatro meses após o lançamento do álbum), "Gimme! Gimme! Gimme! (A Man After Midnight)", foi lançada como single em outubro e mais tarde foi incluída como faixa bônus em versões de CD de Voulez-Vous.

## Recepção

### Recepção crítica
| Críticas profissionais            | Críticas profissionais |
| Avaliações da crítica             | Avaliações da crítica  |
| Fonte                             | Avaliação              |
| --------------------------------- | ---------------------- |
| AllMusic                          | [ 12 ]                 |
| BBC                               | (positive)             |
| Blender                           | [ 14 ]                 |
| The Encyclopedia of Popular Music | [ 15 ]                 |
| Record Mirror                     | [ 16 ]                 |
| The Rolling Stone Album Guide     | [ 17 ]                 |
| Smash Hits                        | 6/10                   |
| Uncut                             | [ 19 ]                 |

As resenhas dos críticos de música foram, em maioria, favoráveis. Bruce Eder, do site estadunidense AllMusic, o avaliou com três estrelas e meia de cinco e observou que "cerca de metade de Voulez-Vous mostra a forte influência dos Bee Gees em sua era disco de megahit", mas que também "tinha algumas baladas suaves e líricas no estilo Europop" que, segundo ele, soam como "música folclórica popular durante meados dos anos 60".
Sean Egan, da BBC, fez uma crítica favorável na qual ele escreveu que o álbum "fez Agnetha, Benny, Björn e Anni-Frid colocarem seus sapatos de dança para juntarem-se à mania disco dominante" e também que o as baladas presentes "são capazes de se igualar a uma bolsa de ar em uma discoteca que, de outra forma, ficaria suadas e embrutecidas".

### Desempenho comercial
Voulez-Vous liderou as paradas em toda a Europa (incluindo o Reino Unido, onde entrou nas paradas em primeiro lugar e permaneceu lá por um mês), e foi um sucesso no Top 10 em países como: Canadá, Nova Zelândia e Austrália. Nos Estados Unidos, tornou-se o terceiro do grupo a chegar ao top 20 (chegando ao número 19).

## Lista de faixas
Todas as faixas escritas e compostas por Benny Andersson and Björn Ulvaeus. 
| Lado A |                               |         |  |
| N.º    | Título                        | Duração |  |
| 1.     | "As Good as New"              | 3:22    |  |
| 2.     | "Voulez-Vous"                 | 5:09    |  |
| 3.     | "I Have a Dream"              | 4:44    |  |
| 4.     | "Angeleyes"                   | 4:20    |  |
| 5.     | "The King Has Lost His Crown" | 3:30    |  |

| Lado B         |                                 |         |  |
| N.º            | Título                          | Duração |  |
| 1.             | "Does Your Mother Know"         | 3:13    |  |
| 2.             | "If It Wasn't for the Nights"   | 5:13    |  |
| 3.             | "Chiquitita"                    | 5:26    |  |
| 4.             | "Lovers (Live a Little Longer)" | 3:28    |  |
| 5.             | "Kisses of Fire"                | 3:16    |  |
| Duração total: | Duração total:                  | 41:43   |  |

## Tabelas
| Tabela musical (1979)                 | Melhor posição |
| ------------------------------------- | -------------- |
| Australia (Kent Music Report)         | 1              |
| Áustria (Ö3 Austria Top 40)           | 2              |
| Canadian Albums (RPM)                 | 6              |
| Países Baixos (Dutch Charts)          | 1              |
| Finland (Suomen virallinen lista)     | 1              |
| France (IFOP)                         | 13             |
| Alemanha (Offizielle Deutsche Charts) | 1              |
| Japan (Oricon)                        | 1              |
| Nova Zelândia (RMNZ)                  | 2              |
| Noruega (VG-lista)                    | 1              |
| Suécia (Sverigetopplistan)            | 1              |
| Reino Unido (UK Albums Chart)         | 1              |
| US Billboard 200                      | 19             |

| Deluxe edition (2010) | Melhor posição |
| --------------------- | -------------- |
| UK Albums (OCC)       | 148            |

| Tabela musical (2021–2022)  | Melhor posição |
| --------------------------- | -------------- |
| Bélgica (Ultratop Flandres) | 170            |
| Lithuanian Albums (AGATA)   | 61             |

| Tabela musical (1979)                  | Posição |
| -------------------------------------- | ------- |
| Austria (Ö3 Austria Top 40)            | 7       |
| Canada Top Albums/CDs (RPM)            | 18      |
| Dutch Albums (Album Top 100)           | 2       |
| France (IFOP)                          | 40      |
| German Albums (Offizielle Top 100)     | 11      |
| Japan (Oricon)                         | 5       |
| New Zealand Albums (Recorded Music NZ) | 23      |
| UK Albums (OCC)                        | 5       |

| Tabela musical (1980)              | Posição |
| ---------------------------------- | ------- |
| Canada Top Albums/CDs (RPM)        | 37      |
| Dutch Albums (Album Top 100)       | 26      |
| German Albums (Offizielle Top 100) | 74      |

| Tabela musical (1970–1979) | Posição |
| -------------------------- | ------- |
| Japan (Oricon)             | 17      |

## Certificações e vendas
| Região                                                                                             | Certificação | Vendas   |
| -------------------------------------------------------------------------------------------------- | ------------ | -------- |
| Alemanha (BVMI)                                                                                    | Platina      | 500,000^ |
| Austrália (ARIA)                                                                                   | 2× Platina   | 200,000  |
| Bélgica (BEA)                                                                                      | 2× Platina   | 20,000*  |
| Canadá (Music Canada)                                                                              | 2× Platina   | 200,000^ |
| Dinamarca (IFPI Dinamarca)                                                                         | Ouro         | 10,000^  |
| Espanha (PROMUSICAE)                                                                               | Ouro         | 50,000^  |
| Estados Unidos (RIAA)                                                                              | Ouro         | 500,000^ |
| Finlândia (IFPI Finlândia)                                                                         | Platina      | 82,340   |
| Hong Kong (IFPI Hong Kong Group)                                                                   | Ouro         | 10,000*  |
| Japão (RIAJ)                                                                                       | —            | 623,000  |
| Malásia                                                                                            | —            | 10,000   |
| Países Baixos (NVPI)                                                                               | Platina      | 100,000^ |
| Nova Zelândia (RMNZ)                                                                               | Platina      | 15,000^  |
| Reino Unido (BPI)                                                                                  | Platina      | 300,000  |
| Suécia (GLF)                                                                                       | —            | 289,925  |
| Taiwan                                                                                             | —            | 2,500    |
| *números de vendas baseados somente na certificação ^distribuições baseadas apenas na certificação |              |          |